# Boise Open
Het Boise Open is een golftoernooi in de Verenigde Staten en maakt deel uit van de Web.com Tour. Het toernooi werd opgericht in 1990 en wordt sindsdien gespeeld op de Hillcrest Country Club in Boise, Idaho. Sinds 2002 wordt het georganiseerd als het Albertsons Boise Open.
Het toernooi wordt gespeeld over vier dagen en na de tweede dag wordt de cut toegepast. Echter, het toernooi werd van 1990 tot 1995 gespeeld in drie dagen.

## Winnaars
| Jaar                  | Winnaar               | Score                | Score                | Info                                  |
| Ben Hogan Boise Open  | Ben Hogan Boise Open  | Ben Hogan Boise Open | Ben Hogan Boise Open | Ben Hogan Boise Open                  |
| --------------------- | --------------------- | -------------------- | -------------------- | ------------------------------------- |
| 1990                  | Ricky Smallridge      | 199                  | –14                  |                                       |
| 1991                  | Russell Beiersdorf po | 202                  | –11                  | Won de play-off van Rich Parker       |
| 1992                  | Jaime Gomez           | 202                  | –11                  |                                       |
| Nike Boise Open       |                       |                      |                      |                                       |
| 1993                  | Tommy Moore           | 199                  | –14                  |                                       |
| 1994                  | Keith Fergus po       | 198                  | –15                  | Won de play-off van Bill J. Murchison |
| 1995                  | Frank Lickliter       | 200                  | –13                  |                                       |
| 1996                  | Matt Gogel            | 270                  | –14                  |                                       |
| 1997                  | Iain Steel            | 267                  | –17                  |                                       |
| 1998                  | Mike Sposa            | 265                  | –19                  |                                       |
| 1999                  | Carl Paulson          | 266                  | –18                  |                                       |
| Buy.com Boise Open    |                       |                      |                      |                                       |
| 2000                  | Tim Clark             | 269                  | –15                  |                                       |
| 2001                  | Michael Long          | 270                  | –14                  |                                       |
| Albertsons Boise Open |                       |                      |                      |                                       |
| 2002                  | Jason Gore            | 273                  | –11                  |                                       |
| 2003                  | Roger Tambellini      | 267                  | –17                  |                                       |
| 2004                  | Scott Gump            | 270                  | –14                  |                                       |
| 2005                  | Greg Chalmers po      | 269                  | –15                  | Won de play-off van Danny Ellis       |
| 2006                  | Kevin Stadler         | 264                  | –20                  |                                       |
| 2007                  | Jon Mills             | 263                  | –21                  |                                       |
| 2008                  | Chris Tidland         | 264                  | –20                  |                                       |
| 2009                  | Fran Quinn            | 270                  | –14                  |                                       |
| 2010                  | Hunter Haas           | 263                  | –21                  |                                       |
| 2011                  | Jason Kokrak          | 266                  | –18                  |                                       |
| 2012                  | Luke Guthrie          | 262                  | –22                  |                                       |
| 2013                  | Kevin Tway po         | 261                  | –23                  | Won de play-off van Spencer Levin     |
| 2014                  | Steve Wheatcroft po   | 260                  | –24                  | Won de play-off van Steven Alker      |

| Toernooirecord (54-holes) |  | Toernooirecord (72-holes) |  | po = winnaar na play-off |

## Trivia
- Dit toernooi is momenteel samen met de Air Capital Classic, het Utah Championship en het Price Cutter Charity Championship de enige overgebleven golftoernooien die anno 1990 opgericht waren voor het eerste golfseizoen van de opleidingstour van de PGA Tour.